# Équipe du Vietnam masculine de volley-ball
Cet article traite de l'équipe masculine. Pour l'équipe féminine, voir Équipe du Viêt Nam féminine de volley-ball.
L'équipe du Viêt Nam de volley-ball est l'équipe nationale qui représente le Viêt Nam dans les compétitions internationales de volley-ball. Elle est 78e au classement de la Fédération internationale de volley-ball (juin 2018).
Sa meilleure performance est une dixième place acquise au Championnat d'Asie et d'Océanie de volley-ball masculin en 2017.